# 北原璃久
北原 璃久（きたはら りく、1999年3月30日 - ）は、ラグビーユニオン選手。

## 略歴
4歳からラグビーを始める。小学校までは狭山ラグビースクール、中学生では府中ラグビースクールで活動。
2017年、國學院久我山高校卒業後、オタゴ大学に入学。なお國學院久我山高校時代、主将を務めたことがある。
2021年、オタゴ大学卒業後、日野レッドドルフィンズに加入。
2022年12月17日に行われたJAPAN RUGBY LEAGUE ONE第1節日本製鉄釜石シーウェイブス戦に先発出場でリーグワン公式戦初出場を果たした。
2024年8月、AZ-COM丸和MOMOTARO'Sに加入。
2025年3月、AZ-COM丸和MOMOTARO'Sを退団した。